# Alkydharzlack
Trocknende Alkydharzlacke (oder kurz Alkydlacke, bzw. -farben) sind klassische Malerlacke, die bis zur weiten Verbreitung der wasserverdünnbaren Acrylfarben auch im Heimwerkerbereich als universelle Anstrichmittel eingesetzt wurden. Sie sind besonders zum Anstrich von Holz und Metallen im Innen- und Außenbereich geeignet.
Der Begriff Alkyd wurde bereits 1927 durch R. H. Kienle eingeführt und setzt sich aus Alkohol und acid zusammen. Zur Abgrenzung zu den bis dato gebräuchlichen Ölfarben auf Basis von härtenden Ölen und Naturharzen bezeichnet man Alkydharzlacke auch als Kunstharzfarben.
Gegenüber klassischen Öllacken ließen sich mit Alkydharzlacken berechenbarere Eigenschaften sowie ein erhöhter Glanzgrad, eine schnellere Trocknung und bessere Farbbeständigkeit erreichen.
Grundlage beim Herstellungsprozess ist die Veresterung von mehrwertigen Alkoholen mit Fettsäuren bzw. Ölen. Entsprechend der Größe des Ölanteils unterteilt man in kurz-, mittel- und langölige Alkydharze und darüber hinaus in trocknende und nicht-trocknende Alkydharze. Nicht-trocknende Alkydharze sind Grundlage für Lacksysteme, in denen sie Reaktionspartner sind (zum Beispiel Einbrennlacke im Automobilsektor).
Als Veresterungspartner für die Polyalkohole (zum Beispiel Glycerin, Trimethylolpropan, Pentaerythrit und Sorbit) und die Säureanhydride (mehrbasige Carbonsäuren wie Phthal-, Isophthal-, Adipin- und Sebacinsäure) kommen bekannte Öle wie Leinöl, Rizinusöl oder Olivenöl zum Einsatz. Die ungesättigten Fettsäuren werden dabei mit frei bleibenden Hydroxygruppen der mehrwertigen Alkohole verestert.
Um die Alkydharzlacke noch weiter an die Anforderungen anzupassen, unterzieht man sie der sogenannten Modifikation. Dabei werden Reaktionspartner wie Polyamide eingebaut, die die spätere Vernetzung in die gewünschte Richtung beeinflussen.
Die Trocknungszeit wird durch Zusatz von Oleaten oder Naphthenaten von Cobalt, Blei und Mangan verringert.
Die aktuellsten Entwicklungsschritte gehen in Richtung wasserbasierter Systeme und festkörperreicher Lacke (High-Solid-Lack).
Alkydharzlacke sind in der Regel mit Ölfarben, Öllacken und Nitrocellulose (Cellulosenitrat) in jedem Verhältnis mischbar. Auch Kombinationen mit vielen anderen Filmbildnern sind möglich, etwa mit Phenolharzen und Epoxidharzen.
Als Lösungsmittel werden in der Regel Terpentinersatz (Testbenzin) oder Universalverdünnung eingesetzt.